# Liste der Monuments historiques in Linazay
Die Liste der Monuments historiques in Linazay führt die Monuments historiques in der französischen Gemeinde Linazay auf.

## Liste der Bauwerke
| Bezeichnung     | Beschreibung            | Standort        | Kennzeichnung | Schutzstatus | Datum | Bild |
| --------------- | ----------------------- | --------------- | ------------- | ------------ | ----- | ---- |
| Logis du Magnou | Herrenhaus, erbaut 1598 | Les Bois (Lage) | PA00105497    | Inscrit      | 1977  |      |